# 기지츠코군

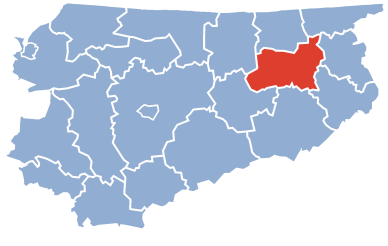
바르미아마주리주 지도에 표시된 기지츠코군의 위치

기지츠코군(폴란드어: powiat giżycki)은 폴란드 바르미아마주리주에 위치한 군으로 군청 소재지는 기지츠코이며 면적은 1,118.74km2, 인구는 56,661명(2019년 기준), 인구 밀도는 51명/km2이다.
북쪽으로는 벵고제보군, 북동쪽으로는 고우다프군, 동쪽으로는 올레츠코군, 에우크군, 남쪽으로는 피시군, 서쪽으로는 므롱고보군, 켕트신군과 접한다. 6개 지방 자치체(1개 도시, 1개 도시형 농촌, 4개 농촌)를 관할한다.

군기
군 문장